# Viridarium

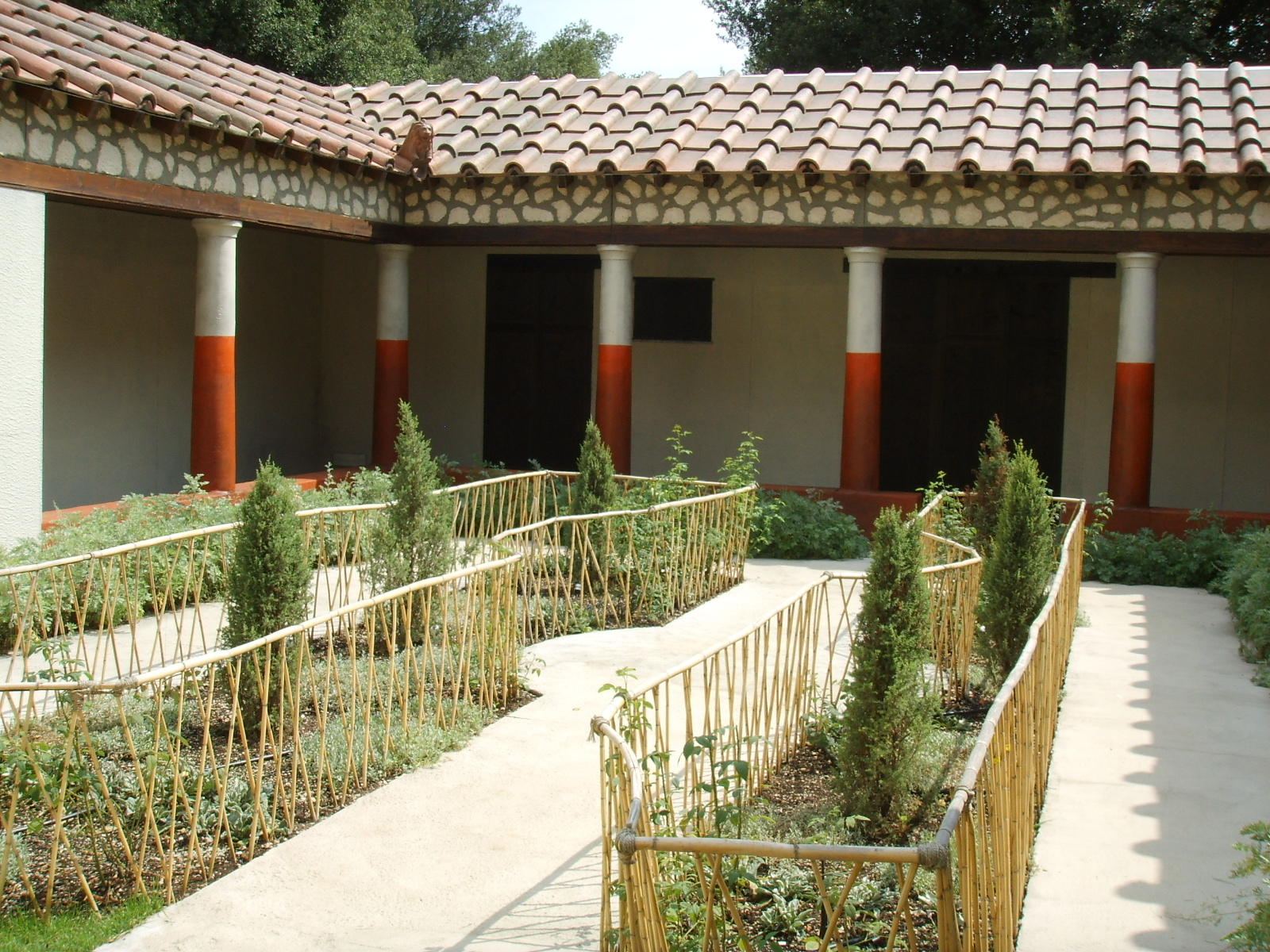
Helyreállított viridarium Pompeiiben

A viridarium az ókori római építészetben az épületeken belüli díszkertet, kiképzett belső udvart jelentette. 
Később a reneszánsz idején voltak divatosak a táblás kiosztású viridariumok, amelyekben a korszak kertjeinek legjellegzetesebb művi elemei kaptak helyet.